# Heiter bis wolkig (Film)
Heiter bis wolkig ist eine deutsche Tragikomödie von Marco Petry aus dem Jahr 2012. Der Film basiert auf einem Drehbuch Axel Staecks und handelt von dem jungen Kantinenkoch Tim, der sich als unheilbar krank ausgibt, um bei der Logopädin Marie zu landen und dadurch deren an Krebs erkrankte Schwester Edda kennenlernt, die nur noch wenige Monate zu leben hat.
Der Spielfilm wurde von der Film1 Produktion in Co-Produktion mit SevenPictures Film und Constantin Film hergestellt und zwischen August und September 2011 in Köln und Umgebung gedreht. In den Hauptrollen sind Max Riemelt, Anna Fischer, Jessica Schwarz und Elyas M’Barek zu sehen. In Deutschland wurde Heiter bis wolkig am 6. September 2012 zur öffentlichen Vorführung freigegeben, wo der Film auf vorwiegend positive Kritiken stieß. Die Deutsche Film- und Medienbewertung verlieh dem Film das Prädikat „besonders wertvoll“. Der Titelsong Gesucht und gefunden wurde von den Söhnen Mannheims exklusiv für die Produktion komponiert und produziert.

## Handlung
Tim und Can sind nicht nur beste Freunde, sondern auch Kollegen, die als Köche gemeinsam in einer Kölner Großküche beschäftigt sind. In ihrer Freizeit machen die beiden sich einen Spaß daraus, Frauen mittels außergewöhnlicher Annäherungen abzuschleppen. Eines Abends erwählt Tim die junge Logopädin Marie zum „Opfer“ einer seiner Maschen: Am Bartresen erzählt Can ihr, dass sein Freund einen inoperablen Hirntumor habe und dieser sich nichts mehr wünsche, als ein letztes Mal mit einer Frau zu schlafen, bevor es mit ihm zu Ende geht. Marie reagiert betroffen auf Tims tragisches Schicksal, lässt sich von diesem jedoch überreden, den Abend gemeinsam zu verbringen. Nach einem Abstecher zu einer Feier in einem griechischen Restaurant endet dieser schließlich in Maries Wohnung. Im Bett werden die beiden jedoch unterbrochen: Marie muss sich um ihre Schwester Edda kümmern, mit der sie sich die Wohnung teilt und die sich im Badezimmer erbrechen muss. Von Marie erfährt Tim schließlich, dass Edda tatsächlich todkrank ist: Sie hat Lymphdrüsenkrebs im Endstadium und nur noch wenige Monate zu leben. Schweren Herzens schickt Marie Tim nach Hause.
Tim, der Marie nicht vergessen kann, wird aufgrund seiner geschmacklosen Lüge indessen von seinem schlechten Gewissen geplagt. Mit der Absicht, sich zu entschuldigen und den Sachverhalt aufzuklären, taucht er zwei Tage später schließlich mit Blumen vor ihrer Tür auf. Marie muss jedoch zur Arbeit und noch bevor Tim reinen Tisch machen kann, schlägt sie ihm vor, derweil ihrer Schwester Edda Gesellschaft zu leisten. Diese hat jedoch keine Lust, im Bett zu liegen, und überredet Tim zu einem Ausflug. Sie halten schließlich vor dem Blumenladen, in dem Edda früher als Floristin gearbeitet hat – bis ihre Chefin sie aufgrund ihrer Krankheit eiskalt entließ. Edda, die Rache geschworen hat, verschafft sich Zutritt zum Geschäft und lässt vier Ziegen in die Räumlichkeiten, welche sich kurzerhand über die gelagerten Blumen hermachen. Tim ist die unberechenbare Edda nicht geheuer. Amüsiert beobachten die beiden jedoch, wie Eddas ehemalige Vorgesetzte unerwartet die Tiere in ihrem Laden auffindet und entgeistert die Flucht ergreift.
Edda, die Tim zu ihrem Komplizen erklärt hat, überredet ihn am nächsten Tag auf der Arbeit schließlich, sie zu einem vereinbarten Banktermin zu begleiten. Dieser dient jedoch nur als Vorwand für einen weiteren Racheakt: Vor Ort treffen sie auf Thomas, Eddas ehemaligen Verlobten, der sie nach ihrer Diagnose überfordert verlassen hatte. In seinem Büro entledigt sich Edda mitten im Gespräch ihrer Jacke und präsentiert Tim und Thomas einen Sprengsatz, den sie sich um den Oberkörper geschnallt hat. Aufgebracht droht sie, diesen zu zünden. Während Thomas um sein Leben zittert, genießt Edda sichtlich die Situation. Als Edda ihn „zündet“, indem sie an einer Schnur zieht, entpuppt sich der vermeintliche Sprengsatz als eine Art Sparbüchse für gesammelte Münzen.
Edda hat Tim aufgrund einer Fangfrage, die sie ihm zu seinem Krebs gestellt hatte, natürlich längst durchschaut. Sie überredet ihn zu einem Ausflug mit dem Auto, bei welchem sie bewusst einen Beinahe-Unfall provoziert. Sie bricht zusammen und wird von Tim ins Uniklinikum gebracht. Dort konfrontiert sie Tim mit der Wahrheit. Marie und Tim kommen sich emotional sehr nahe. Can jedoch will mit Tim das alte Leben weiterführen. Edda möchte weiterhin „was erleben“ und muss von Tim wegen eines geringfügigen Drogendelikts auf einer Polizeiwache abgeholt werden. Um sich einen Adrenalinstoß zu vermitteln, zettelt Edda auch noch eine Schlägerei mit einem Zuhälter an, bei der Tim sich genötigt sieht einzugreifen.
Die Prognosen für Edda sind weiterhin niederschmetternd. Marie, Tim und Edda gehen zu dritt für die „Kleinigkeit“ von 580 Euro chic essen. Marie und Tim lassen Edda scheinbar auf der Rechnung sitzen, damit sie die Zeche prellen muss und so selbst einen Adrenalinkick erlebt. Von Edda hat Tim gelernt, seine Träume zu verwirklichen. Daher möchte er mit Can ein Restaurant eröffnen, was dieser jedoch verständnislos ablehnt. Edda hat einen weiteren, diesmal psychischen Zusammenbruch. Tim macht ernst und kündigt seinen Job, um sich mit einem Restaurant selbständig zu machen. Darüber gerät er mit Can in Streit und verursacht einen Auffahrunfall mit Blechschaden.
Tim erfüllt Edda einen Wunsch von ihrer Liste. Er geht mit ihr, nachdem sie sich stylen lassen hat, in eine Schwulen- und Lesbenbar und vermittelt ihr die Bekanntschaft einer Frau. Im Gegenzug redet Edda ihrer Schwester ein, Tims „Hirntumor“ sei spontan ausgeheilt. Marie und Tim schlafen miteinander. Can hat sich einen neuen Kumpel zugelegt, mit dem er seine alte Masche zum Aufreißen von Frauen wiederbelebt. Aus Versehen spricht der neue Kumpel jedoch ausgerechnet Marie an, der schlagartig klar wird, dass Tim sie wiederholt belogen hat. Sie läuft davon.
Tim bricht nochmals mit Edda in das Blumengeschäft, ihren letzten Arbeitsplatz, ein. Edda möchte sich ihren eigenen Kranz binden, und Marie hilft ihr dabei. Edda landet auf der Palliativstation und erhält Morphium. Sie verabschiedet sich zunächst von Tim und dann von ihrer Schwester. Edda stirbt und wird beigesetzt. Marie und Tim besuchen sie einzeln an ihrem Grab. Marie ist mit ihrer Trauer beschäftigt und kann Tim lange nicht verzeihen. Tim nimmt einen Kredit auf, um seinen Traum vom Restaurant zu verwirklichen. Er verträgt sich wieder mit Can.
Sechs Wochen nach Eddas Tod kommt deren Arzt bei Marie vorbei, um ihr wie vereinbart einen letzten Brief von Edda zu überreichen. Daraufhin sucht Marie Tim in dessen Restaurant auf und sie versöhnen sich. Jetzt wird auch klar, was Edda in ihrem Brief geschrieben hat.

## Produktion

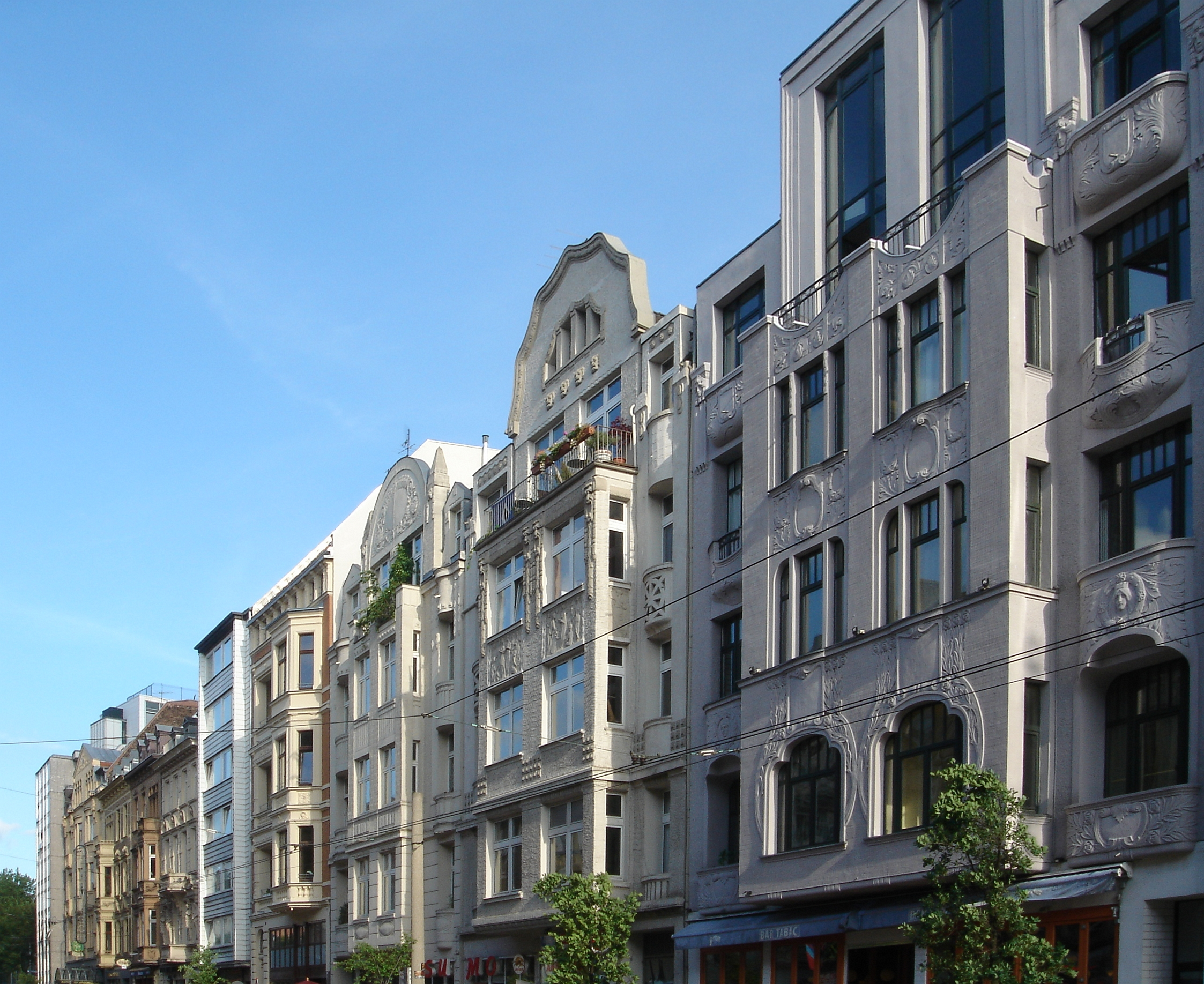
Die Dreharbeiten zum Film fanden unter anderem im Belgischen Viertel in Köln statt.

Die Dreharbeiten fanden vom 2. August bis zum 22. September 2011 in Köln und Umgebung statt, darunter das Belgische Viertel in der südlichen Kölner Neustadt-Nord und der Rheinauhafen. Ursprünglicher Titel des Films war Unheilbar verliebt, als Schauplatz der Rahmenhandlung zunächst Berlin angedacht. Da die Geschichte im Drehbuch nicht eindeutig verortet war, fiel die Wahl schließlich auf die Rheinmetropole, die laut Produzent Marcus Welke sehr viel unverbrauchtere Motive bot und im Gegensatz zu Berlin oder München mit ihrem vielfältigen Nachtleben eher das gewünschte Großstadtflair bereithielt. Zu Gunsten von Originalmotiven wurde auf Studioaufnahmen während der Dreharbeiten möglichst verzichtet. Die genutzten Locations suchten Regisseur Marco Petry und Kameramann Jan Fehse persönlich aus.
Produziert wurde die Komödie von der Film1 Produktion in Co-Produktion mit Constantin Film und SevenPictures Film, einer Tochtergesellschaft der ProSiebenSat.1 Media. Als Produzenten fungierten neben Welke auch Henning Ferber und Oliver Berben. Die Co-Produktion wurde von Stefan Gärtner und Joachim Kosack verantwortet, während Martin Moszkowicz als Executive Producer in das Projekt einstieg. Sowohl die Film- und Medienstiftung NRW, die Filmförderungsanstalt, der Deutsche Filmförderfonds als auch der FilmFernsehFonds Bayern unterstützten die Produktion finanziell.

## Rezeption

### Kritik

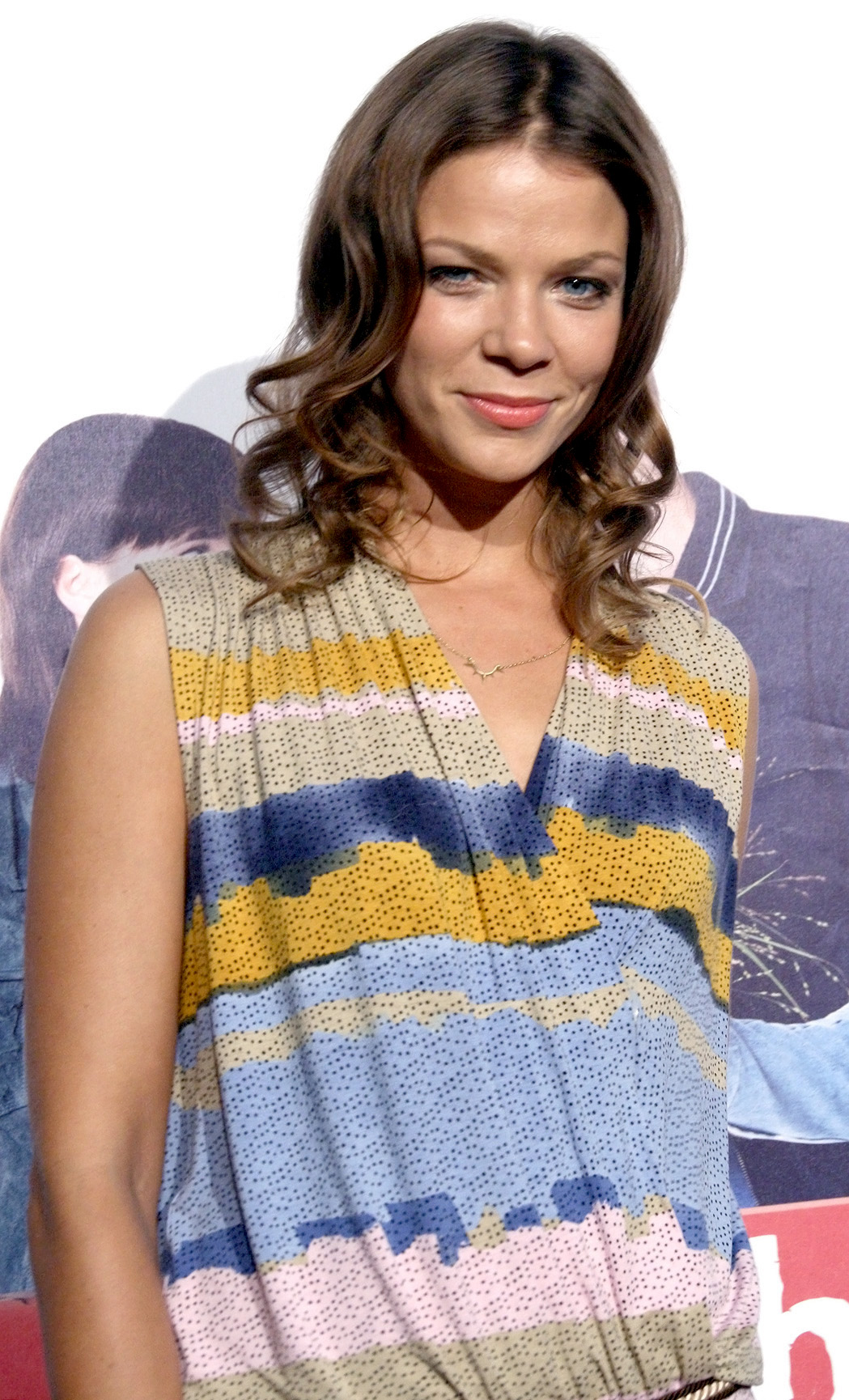
Kritiker hoben vor allem Jessica Schwarz’ Darstellung der krebskranken Edda hervor.

Björn Becher von Filmstarts befand, dass Regisseur Marco Petry mit Heiter bis wolkig seine Stärken voll ausspiele: „Der genaue Blick für das Innenleben seiner Figuren, der wunderbare Humor, der mal albern ist, oft aber auch beißend und böse, und vor allem die Fähigkeit, unverfälschte große Gefühle auf die Leinwand zu bringen machen diese wunderbare Mischung aus Komödie und Drama zu einem der besten Filme des Kinojahres“. In seiner Rezension hob er insbesondere Jessica Schwarz’ Leistung hervor, deren Darstellung der von ihrer Krankheit gezeichneten Edda „unter die Haut“ gehe und zugleich „lange Zeit für das Gagfeuerwerk verantwortlich“ sei. „Mit Heiter bis wolkig gelingt Marco Petry der ganz große Wurf. Ein wundervoller Film: urkomisch, richtig böse, rührend, dramatisch, zum Lachen und zum Weinen!“
Das Online-Magazin Kino.de urteilte in seiner Kritik: „Zwischen Lachen und Weinen bewegen sich Geschichte und Figuren. Marco Petry gelingt es, beim Thema Tod und Krankheit die Fallen von Peinlichkeit und Pathos souverän zu umschiffen, sein gezielter Druck auf die Tränendrüse hört im richtigen Moment auf, der Mix aus Komik und Tragik ist wohl dosiert. Auch wenn er manchmal am Rad des Klamauks dreht, hält er die Balance, seine Spezialität ist die Gute-Laune-Melancholie […] Mit konventioneller Ästhetik und leichtem Witz, Romantikfaktor und einer Prise Ernsthaftigkeit sollte „Heiter bis wolkig“ das Publikum packen.“
Die Welt schrieb, dass der Film aufgrund seines Mutes, „ein ernstes Thema in ein leichtgewichtiges Unterhaltungsformat zu integrieren“, an amerikanische Serienproduktionen wie beispielsweise The Big C erinnere und befand weiterhin: „Gewiss, so ganz funktioniert die Balance zwischen Komik und Trauer nicht; vor allem gegen Ende ist Heiter bis wolkig deutlich mehr tränenumwölkt als prustkomisch. Dass man Marco Petrys Film gewisse Klischees verzeiht, ist vor allem Jessica Schwarz zu verdanken. Sie schafft es, Freude und Trauer glaubwürdig zu vereinen. Und damit gelingt Schwarz in dieser eigentümlichen Sterbetragikomödie etwas, das man von deutschen Beziehungsschwänken im TV-Abendprogramm so gar nicht kennt: Eine große schauspielerische Leistung.“
Hans-Ulrich Pönack bezeichnete Heiter bis wolkig als „faden Titel für eine wahrlich bessere deutsche Komödie“. Der Film sei „rührend. Berührend. Komisch. Menschen-spannend. Erstaunlich prima“ und würde vor allem von seinen Schauspielern getragen, die „das Interesse, die Neugier hochhalten. Auch wenn die Story mal (zu) fatal“ wackele.

### Auszeichnungen
Die Deutsche Film- und Medienbewertung (FBW) verlieh dem Film das Prädikat „besonders wertvoll“. Die Jury bezeichnete die Produktion als „gelungene Mischung aus Komödie und Tragödie, bei der sich beide Teile die Waage halten und das Ende alles andere als vorhersehbar ist […] Hier wurde ein schwieriges Thema einfühlsam und zugleich unterhaltsam aufgegriffen und es ist ein Glücksfall für das aktuelle deutsche Kino, dass dieser Film nicht an übereifrigen Produzenten oder zögerlichen Förderern gescheitert ist. Heiter bis Wolkig ist ein hervorragendes Beispiel für anspruchsvolle Unterhaltung, der nur zu wünschen ist, dass das Publikum sich von der scheinbar sperrigen Thematik nicht abschrecken lässt, sondern sich einlässt auf diese scheinbar mitten aus dem Leben gegriffene Romanze der vollkommen anderen Art.“
Bei der Wahl 2013 wurde Elyas M’Barek für seine Leistung mit dem Jupiter in der Kategorie „Bester deutscher Darsteller“ ausgezeichnet.

### Erfolg

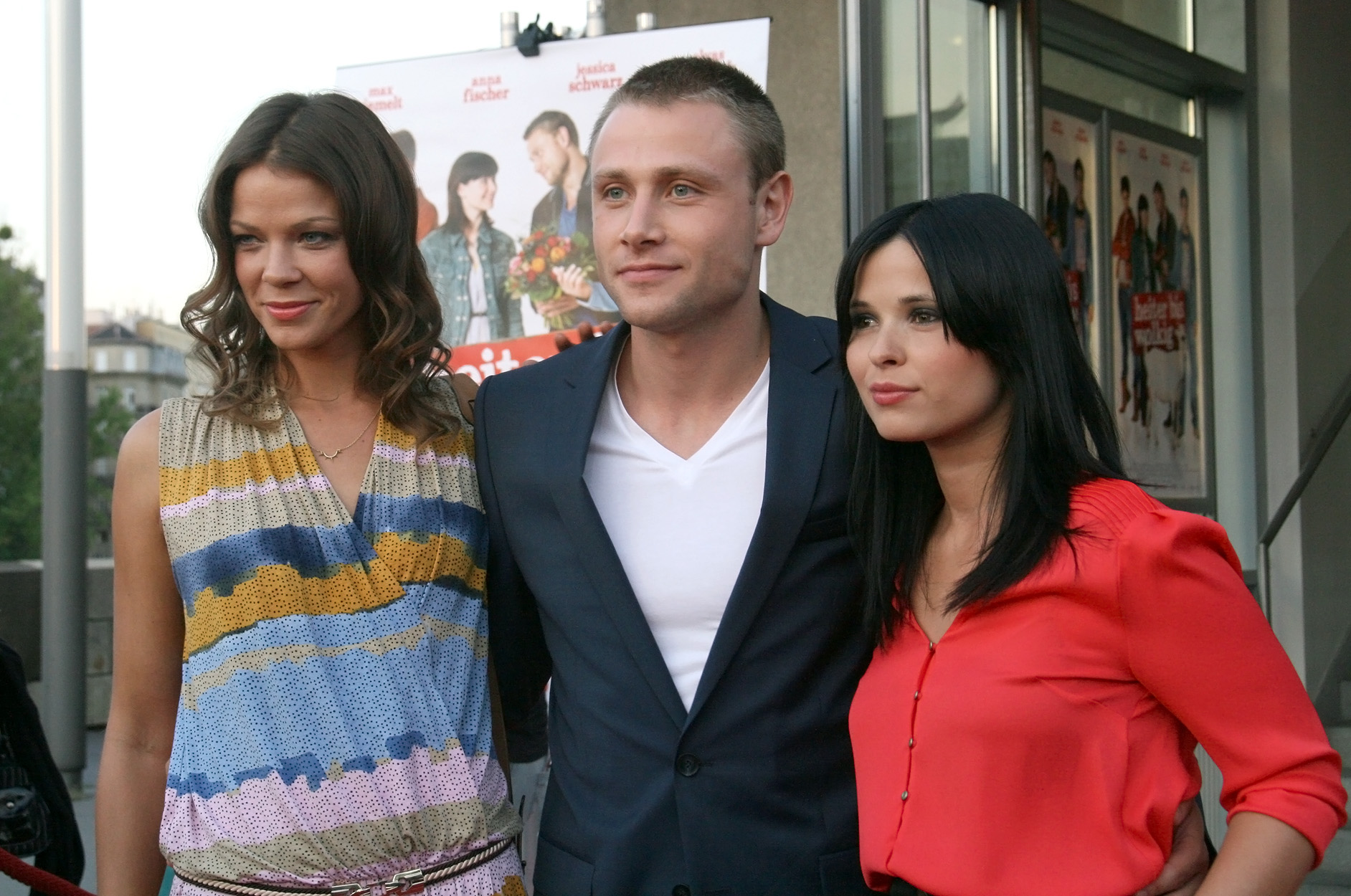
Jessica Schwarz, Anna Fischer und Max Riemelt bei der Österreichpremiere in Wien

Heiter bis wolkig feierte am 21. August 2012 im Cinedom in Köln Premiere und wurde in Deutschland am 6. September 2012 von seinem Verleih, der Constantin Film, zur öffentlichen Vorführung freigegeben. Der Spielfilm verzeichnete nach Ende des ersten Vorführwochenendes rund 52.000 Kinogänger und platzierte sich damit hinter The Expendables 2, Step Up: Miami Heat, Ted und Total Recall auf Platz fünf der deutschen Kinocharts. Mit insgesamt 310.864 Besuchern bis Jahresende konnte sich die Komödie in den Top 30 der meistgesehenen deutschen Kinoproduktionen des Jahres 2012 platzieren.